# Енергія (Бердянськ)
Футбольний клуб «Енергія» (Бердянськ) — український футбольний клуб з Бердянська Запорізької області, заснований у 1949 році як ФК «Блискавка». Виступає в Чемпіонаті міста. Домашні матчі приймає на стадіоні «Енергія».
Колишній учасник розіграшу Чемпіонату України серед аматорів, Чемпіонату УРСР серед КФК, Чемпіонату та Кубка Запорізької області.

## Історія
Команда під назвою «Блискавка» заснована у 1949 році на заводі «Азовкабель». У 1952 році перейменована на «Енергію». У різний час також носила назви «Авангард» та «Азовкабель».
Клуб був учасником розіграшу чемпіонатів УРСР та України з футболу серед КФК 1952, 1955, 1956, 1958, 1959, 1979-1981, 1989, 1991, 1993 та 1994 років.

## Досягнення
- Чемпіонат УРСР з футболу серед КФК
  - 3-є місце, 5 зона: 1955
- Чемпіонат Запорізької області
  - Чемпіон: 1988
  - Срібний призер: 1994, 1995
  - Бронзовий призер: 1991, 1993
- Кубок Запорізької області
  - Володар: 1995
- Чемпіонат Бердянська
  - Чемпіон: 1992, 1997
  - Срібний призер: 1993, 1994
- Кубок Бердянська
  - Володар: 1996, 1997, 2000.